# Ján Košút
Ján Košút (26. srpna 1926, Vígľaš – 19. července 2013, Bratislava) byl slovenský politický vězeň, internovaný v sovětském gulagu.

## Život a dílo
Ján Košút se narodil ve Vígľaši nedaleko Zvolena. Základní školu navštěvoval ve svém rodišti, na gymnázium ale již chodil ve Zvolenu. Krátce před koncem druhé světové války byl povolán do služby. Po odpojení se od útvaru přešel přes frontu domů – tj. do Zvolenské Slatiny, kde jej později dne 17. dubna 1945 zadržely jako civilní osobu sovětské orgány NKVD. Jako devatenáctiletého studenta jej pak společně s tisíci jiných Slováků odvlekly do stalinských koncentračních táborů, tzv. gulagů. Osm let a osm měsíců pracoval jako vězeň číslo Ž – 602 v polární oblasti SSSR a na Sibiři. V roku 1953, tzn. po rehabilitaci Nejvyšším soudem SSSR, se Ján Košút vrátil na Slovensko, kde pracoval až do svého odchodu do důchodu převážně ve výrobních podnicích.
Jeho kniha Cez červený očistec byla vydána s velkým zpožděním. Původně měla být publikována v Mnichově, a to pod názvem In Tempestate Securitas. Rukopis vzpomínek na sovětské trestanecké tábory Jagrinlag a Ozerlag se však vrátil na Slovensko a trvalo takřka pět let, než se pro knihu našel slovenský vydavatel. V roce 1995 ji v omezeném nákladu vydala Slovenská asociace násilně odvlečených. V roce 2009 vydalo vydavatelství Mladá Detva její rozšířené a doplněné vydání.
Ján Košút pracoval ve prospěch obětí stalinismu i ve vysokém věku. Od roku 2006 byl čestným předsedou Sekce násilně odvlečených Světového sdružení bývalých československých politických vězňů.